# Erigorgus andinus
Erigorgus andinus là một loài tò vò trong họ Ichneumonidae.